# Nabatiye
Nabatiye is een stad in het zuiden van Libanon. Nabatiye is de hoofdstad van het gelijknamige gouvernement Nabatiye en het gelijknamige district. De stad zelf heeft circa 15.000 inwoners, de agglomeratie telt circa 50.000 inwoners.